# Ellen Nyman
Ellen Nyman (født 1. juni 1971 i Eritrea) er en dansk-svensk skuespiller, uddannet fra Skuespillerskolen ved Aarhus Teater i 1997.
Hun er blandt andet kendt for sin rolle som anklager Eva Holme i TV 2-serien Forsvar (2003).

## Filmografi

### Film
- Pizza King (1999)
- En kort en lang (2001)
- Den du frygter (2008)
- Over gaden under vandet (2009)

### Tv-serier
- Hotellet (2000)
- Forsvar (2003)
- Klovn (2005)
- Forestillinger (2007)
- Maj & Charlie (2008)
- Broen (2011)